# Десант у порт Юкі
Десант в порт Юкі — тактичний морський десант, відбувся 11 серпня 1945 року, був здійснений радянським Тихоокеанським флотом в часі радянсько-японської війни.

## Задум операції
Готуючи наступ сил 25-ї армії Першого Далекосхідного фронту (командував маршал СРСР Кирило Мерецков) по узбережжю Кореї, значну увагу радянське керівництво приділяло унеможливленню японських військ та матеріальних цінностей з корейських портів в Японію.
За умов успішного початку наступу приймається рішення зірвати спроби евакуації шляхом здійснення серії десантів у порти на північному узбережжі Кореї. Керівництво десантами покладалося на командира Тихоокеанського флоту адмірала Івана Юмашева; першим пунктом десантування мав стати найближчий до радянського кордону порт Юкі (Сонбон), по тому планувалося десантування в Расін та Сейсін.

## Перебіг операції
Радянська авіація (командир — генерал-лейтенант авіації П. Н. Лемешко) та торпедні катери 9 та 10 серпня здійснювала удари по порту Юкі, за радянськими даними, було потоплено 12 японських катерів, поруйнована система протиповітряної оборони та портові споруди.
11 серпня кораблі Тихоокеанського флоту почали висадку десанту в порт Юкі — для проведення десантування було виділено розвідувальний загін штабу флоту та 75-й батальйон 13-ї бригада морської піхоти — 783 та 139 бійців відповідно. До загону десантування входило 8 торпедних катерів, 2 фрегати (отримані із США по ленд-лізу), 2 тральщики; безпосередньо десантом керував контр-адмірал М. С. Івановський.
Близько 3-ї години дня передовий загін — 2 торпедні катери типу «Воспер» — мали на озброєнні 20-мм гармату «Ерлікон» з 54 бійцями розвідувальної групи, котрою керував Герой СРСР старший лейтенант Віктор Леонов — виходять до місця операції з бухти Новік острова Руського. Денний час переходу був вибраний через погодні умови — туман сприяв масуванню та вітер силою 5 балів, сукупність таких даних унеможливлювала активні дії японської авіації, зіткнення з кораблями противника теж була малоймовірною. Приблизно через 2 години в тому ж напрямі виходить 2 торпедні катери другого загону з 70 десантниками. По 7-й годині вечора перший десантний загін увійшов до порту Юкі та виявив його залишеним силами противника. Радянські розвідники зайняли порт та налаштувалися до оборони, однак сили противника не з'явилися.
Перехід в Юкі головних сил було перенесено на наступний день — через густий туман було змушено зроблено зупинку в порту Посьєт і 12 серпня до 8-ї вечора завершено. Іще вранці 12 серпня до міста вийшли передові частини 393-ї стрілецької дивізії 25-ї армії генерал-полковника Івана Чистякова та продовжили рухатися на південь.
Радянськими силами порт Юкі був використаний як передова флотська база та вихідний пункт для наступних операцій, було в спішному порядку переведено 13 торпедних катерів.